# Tytonidae
Los titónidos (Tytonidae) son una de las dos familias de aves en que se divide el orden Strigiformes; la otra es Strigidae. Las especies de esta familia, que reciben el nombre genérico de lechuzas, son de tamaño mediano a grande con la cabeza ancha en forma de corazón. Los titónidos incluyen dos sub-familias: Tytoninae y Phodilinae, ambas con un solo género cada una.
El registro fósil de la familia se remonta al Eoceno; dos subfamilias se conocen solo por sus restos, conocidas como Necrobyinae y Selenornithinae.
Los titónidos están muy extendidos; solo están ausentes del extremo norte de América del Norte, el Sahara y algunas áreas de Asia. La mayoría de las 16 especies de titónidos ha sido poco estudiada y algunas, como Tyto soumagnei, apenas han sido avistadas desde su descubrimiento; la lechuza común o de campanario (Tyto alba) es una de las especies mejor conocidas de lechuza.
5 especies de titónidos están amenazadas, y algunas especies insulares se han extinguido, como Tyto letocarti. Las lechuzas son principalmente nocturnas y no migratorias; viven solas o en parejas.

## Descripción
Miden de 23 a 53 cm de largo y pesan de 180 a 1280 gramos, según la especie. Las hembras suelen ser un poco más grandes que los machos. Las plumas son de color naranja a negruzco oscuro en la parte superior del cuerpo. La parte inferior del cuerpo es de color blanco, rojo oscuro o negro negruzco.
La principal característica de estas lechuzas es el disco facial en forma de corazón, formado por plumas rígidas que sirven para amplificar y localizar la fuente de los sonidos cuando caza. Otras adaptaciones en las plumas de las  alas eliminan el sonido causado por el vuelo, ayudando tanto al oído de la lechuza que escucha en busca de presas ocultas como a que la presa no se percate de la presencia de la lechuza. Algunas lechuzas pueden localizar y capturar presas en total oscuridad, basándose en su capacidad para localizar el susurro de un ratón entre las hojas y volar hasta ese lugar. En muchas lechuzas la posición relativa de la abertura del oído es asimétrica, situándose por encima de la llamada cavidad ciega a un lado de la cabeza y por debajo de ella al otro. Se cree que la asimetría está relacionada con la sensibilidad de cada oído a sonidos de distintas frecuencias, lo que proporciona a la lechuza la capacidad de localizar fuentes sonoras en dos planos simultáneamente.

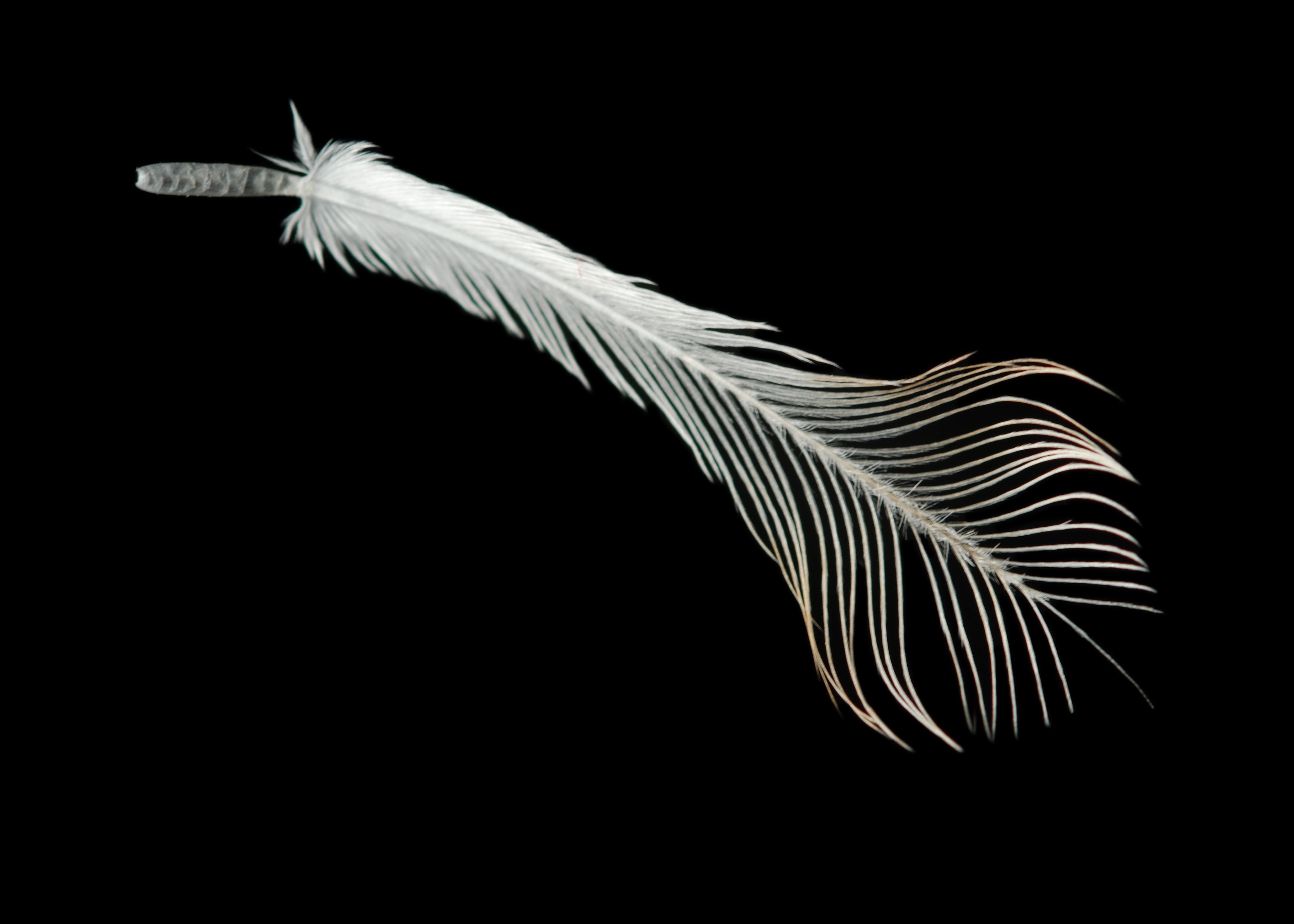
Una pluma facial de la lechuza común (Tyto alba).

En general, las lechuzas son más oscuras en el dorso que en la parte delantera, normalmente de color marrón anaranjado, siendo la parte delantera una versión más pálida del dorso o moteada, aunque se observan variaciones considerables incluso dentro de una misma especie. Las lechuzas comunes se parecen mucho a las lechuzas Tyto, pero tienen el disco facial dividido, penachos en las orejas y suelen ser más pequeñas.
Se alimentan principalmente de pequeños mamíferos (hasta del tamaño de conejos), pájaros, ranas, peces, lagartijas y grandes insectos que cazan de noche, más con la ayuda del oído que de la vista. Se anuncian silbando o chillando. También pueden «cloquear» ruidosamente con su pico.

## Comportamiento

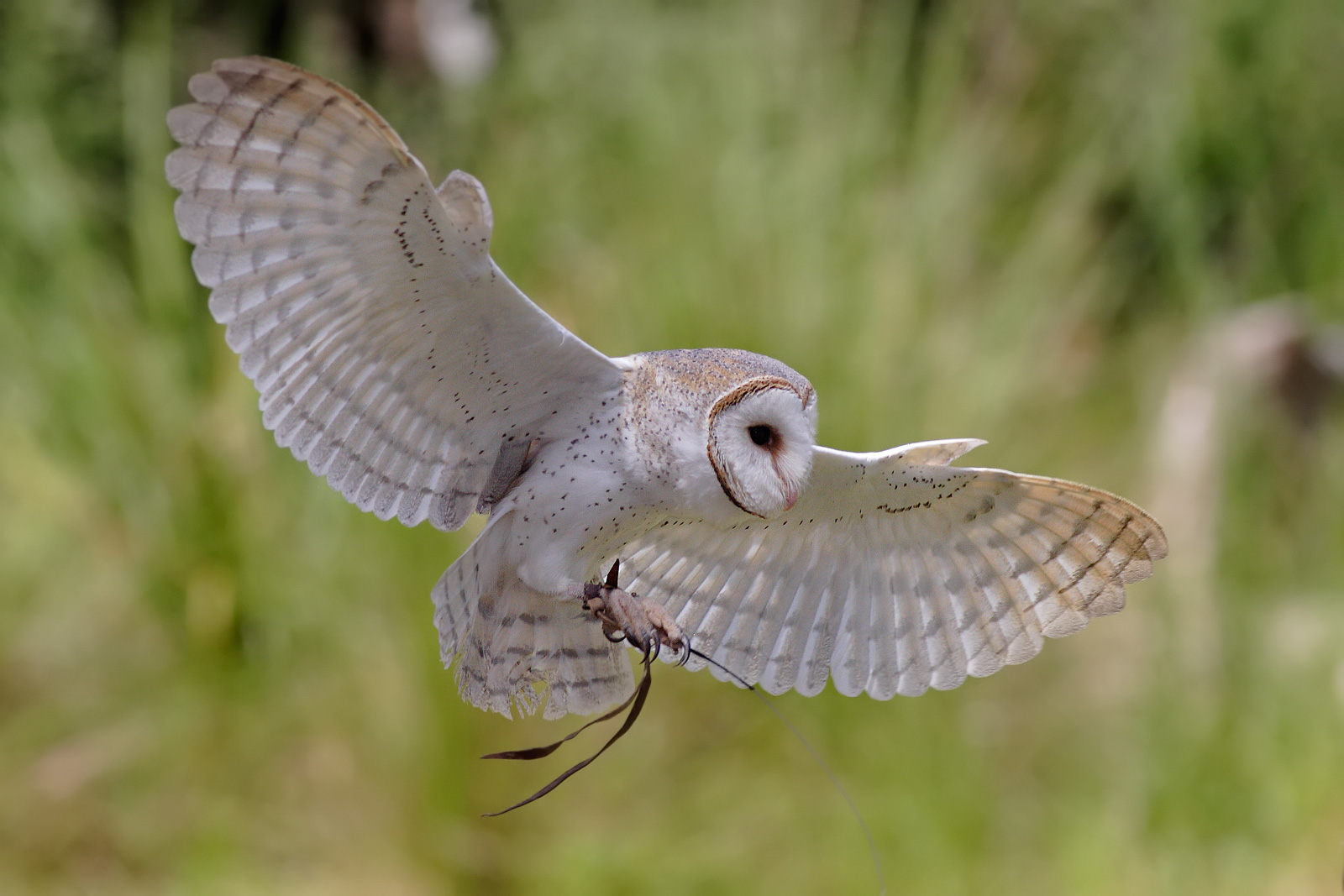
Una lechuza australiana (Tyto novaehollandiae) al vuelo.

Por su costumbre de anidar en ruinas, iglesias y lugares similares, las lechuzas tienen un lugar especial en el folclore. Sin embargo, la mayoría de la gente las asocia con la agricultura  Dado que estas aves se alimentan de ratas y ratones que destruyen los cultivos, estas aves fueron bienvenidas allí. Desafortunadamente, esta estrecha conexión con la agricultura casi las lleva a que se extingan en Europa occidental, porque sufrieron mucho más que otras especies por los pesticidas y herbicidas. En Malasia, las lechuzas y los productos químicos se usan juntos para controlar las poblaciones de ratas. Tales medidas demostraron ser exitosas, porque una familia de lechuzas come alrededor de 1300 ratas al año. Sin embargo, esto no siempre tuvo éxito: cuando la gente las importó a las Seychelles, las lechuzas preferían matar aves locales en lugar de roedores. Así, en doce años, el charrán blanco fue completamente exterminado de aquellas islas.
Gran parte de sus especies pueden volar prácticamente en silencio gracias a varias adaptaciones en sus plumas. Sus alas, grandes y anchas, les permiten un vuelo lento, lo que muchas lechuzas aprovechan para cazar mientras se elevan despacio cerca del suelo. La mayoría de los miembros de esta familia son nocturnos: su visión y oído les ayuda a cazar con precisión en condiciones de baja luminosidad. Suelen vivir en solitario o en parejas durante todo el año, y pueden ocupar un territorio durante este período completo. La mayoría de especies de Tytonidae son sedentarias y tras aprender a volar no se alejan mucho de su lugar natal.
Las lechuzas son sensibles a las perturbaciones y son conocidas por sus «exhibiciones de amenaza». Cuando se enfrentan a un peligro, el titónido se inclina hacia el intruso a la par que extiende las alas y la cola, sisea y chasquea el pico. Si la amenaza no se ahuyenta, la lechuza procederá a mover la cabeza hacia arriba y hacia abajo mientras la sacude, sin dejar de silbar. Estas exhibiciones parecen ser exclusivas de la familia Tytonidae.

### Caza y alimentación
Cazando al anochecer o por la noche, la lechuza común puede localizar a su presa y lanzarse al suelo. Sus patas y dedos son largos y delgados, lo que mejora su capacidad para buscar entre el follaje denso o bajo la nieve, y le da una amplia extensión de garras al atacar a su presa. Este pájaro caza volando lentamente, recorriendo el terreno en círculos y planeando sobre puntos donde puede esconderse una presa. Tiene alas largas y anchas que le permiten maniobrar y girar bruscamente. Tiene una audición aguda, con los oídos colocados de manera asimétrica, lo que mejora la detección de la posición y distancia del sonido; el pájaro no necesita la vista para cazar. El disco facial ayuda a la audición del ave, como lo demuestra el hecho de que, con las plumas de la gola eliminadas, el pájaro aún puede determinar la dirección de la fuente de sonido, aunque sin el disco no puede determinar la altitud de la fuente. Puede posarse en ramas, postes de cercas u otros puntos de observación para escanear su entorno, y este es el principal medio para localizar presas en las plantaciones de palma aceitera de Malasia.

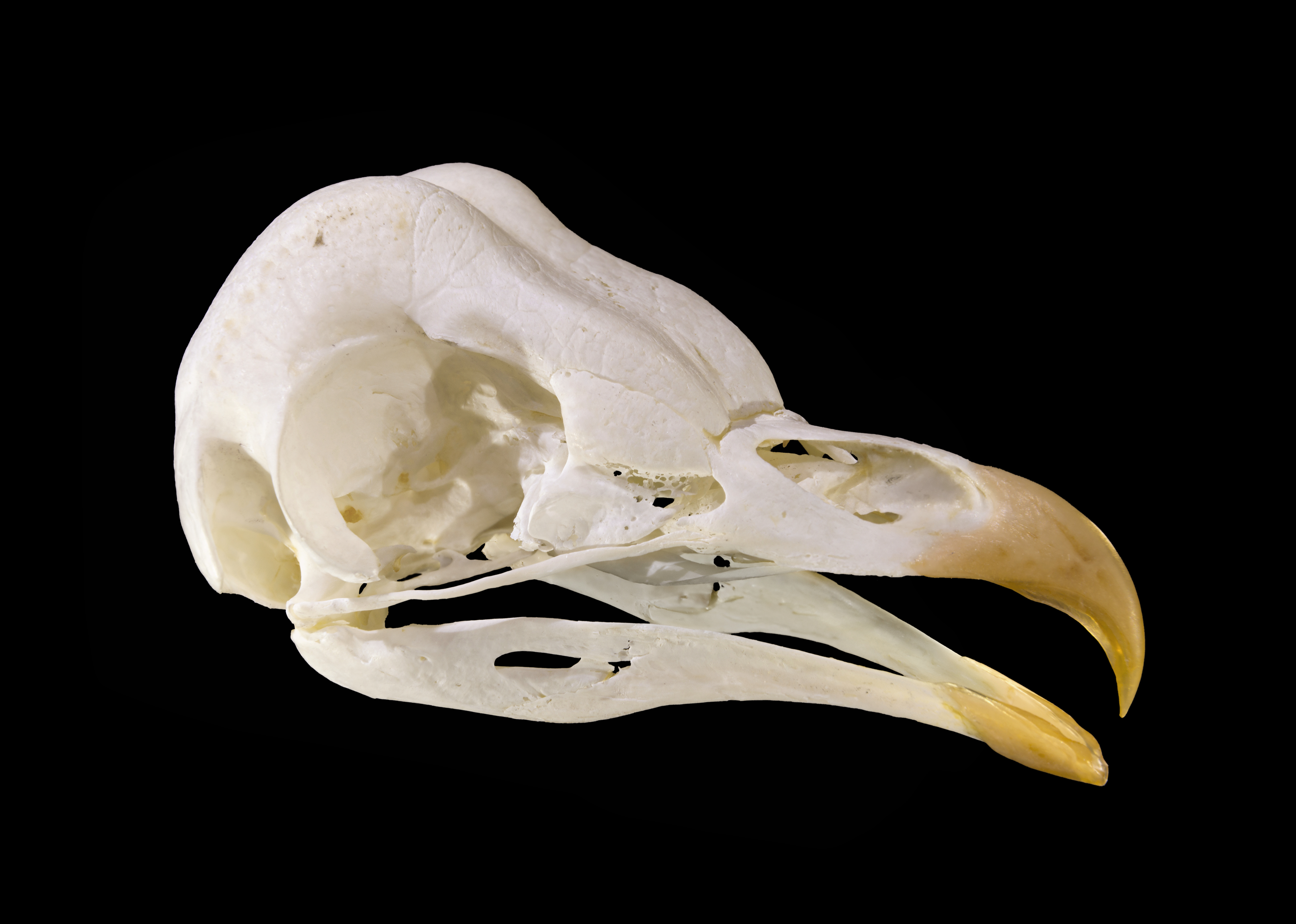
Cráneo, se observa su poderoso pico.

Los roedores y otros mamíferos pequeños pueden constituir más del noventa por ciento de las presas capturadas. También se alimenta de aves, así como de lagartos, anfibios, peces, arañas e insectos. Incluso cuando son abundantes y otras presas son escasas, no parecen consumir  lombrices. En América del Norte y la mayor parte de Europa, los topillos predominan en la dieta, y las musarañas son la segunda opción más común de alimento. En Irlanda, la introducción accidental del topillo de banco en la década de 1950 provocó un cambio importante en la dieta de la lechuza común: donde sus rangos se superponen, el topillo es ahora con mucho la presa más grande. Los ratónes y ratas son los principales alimentos en la región mediterránea, los trópicos, los subtropicales y Australia. También se alimenta de tuzas, ratas almizcleras, liebres, conejos y murciélagos.
En las Islas Cabo Verde, los geckos son la base de la dieta, complementados por aves como chorlitos, agujas, vuelvepiedras, tejedores y pratincoles. En un islote rocoso frente a la costa de California, una nidada de cuatro jóvenes se alimentaba de petrel de tormenta de Leach (Oceanodroma leucorhoa). En las islas ricas en aves, la lechuza común puede incluir aves como un quince a veinte por ciento de su dieta, mientras que en las praderas se alimenta en gran medida de termitas que se agrupan o de ortópteros como las katydids Copiphorinae, grillos de Jerusalén (Stenopelmatidae) o grillos (Gryllidae). Las presas más pequeñas generalmente se desgarran en trozos y se comen por completo, incluidos huesos y pelaje, mientras que las presas más grandes de unos 100 gramos (3,5 oz)—como los conejitos, Cryptomys topos o Otomys ratas de los vlei—generalmente se desmiembran y se descartan las partes no comestibles.
Comparado con otras lechuzas de tamaño similar, la lechuza común tiene una tasa metabólica mucho más alta, lo que requiere relativamente más comida. En relación con su tamaño, las lechuzas comunes consumen más roedores. Los estudios han demostrado que una lechuza común puede comer uno o más topillos (o su equivalente) por noche, lo que equivale a aproximadamente el catorce por ciento de su peso corporal. El exceso de comida a menudo se almacena en los sitios de descanso y puede ser utilizado cuando la comida escasea. Esto hace que la lechuza común sea uno de los animales más valiosos para la agricultura. Los agricultores suelen encontrar que estas lechuzas son más efectivas que el veneno para controlar las plagas de roedores, y pueden fomentar la ocupación de las lechuzas comunes proporcionando sitios de anidación.

### Reproducción

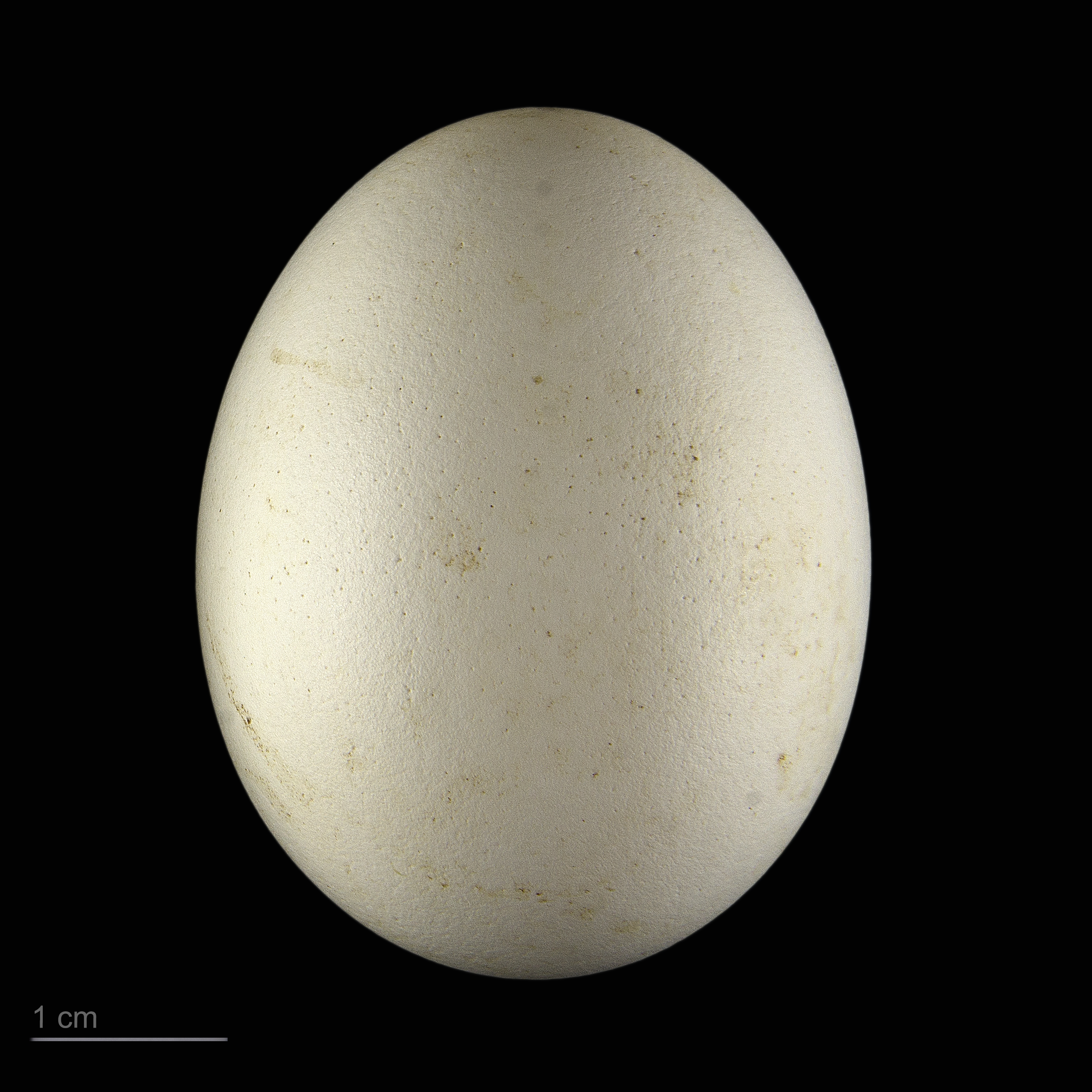
Huevo de Tyto alba guttata.

La mayoría del conocimiento sobre el comportamiento reproductivo de los titónidos proviene de Tyto alba, la lechuza común. Esta puede tener tasas de reproducción bajas, en especial en condiciones desfavorables. Según el clima varían la puesta de huevos y los ciclos de las presas, por lo que las hembras ponen los huevos en función de la temporada de reproducción de sus especies de presa. El tamaño de las nidadas es variable dentro de la familia, desde pequeñas (uno o dos huevos) hasta nidadas más grandes (de cuatro a siete). La mayoría de especies de lechuzas anidan en cavidades de árboles, pero también pueden aprovechar estructuras antropogénicas, como graneros y campanarios de iglesias. Las hembras tienden a ser las únicas incubadoras, mientras que los machos proporcionan alimento, aunque ambos cuidan de las crías una vez que han nacido.

## Muda de plumas

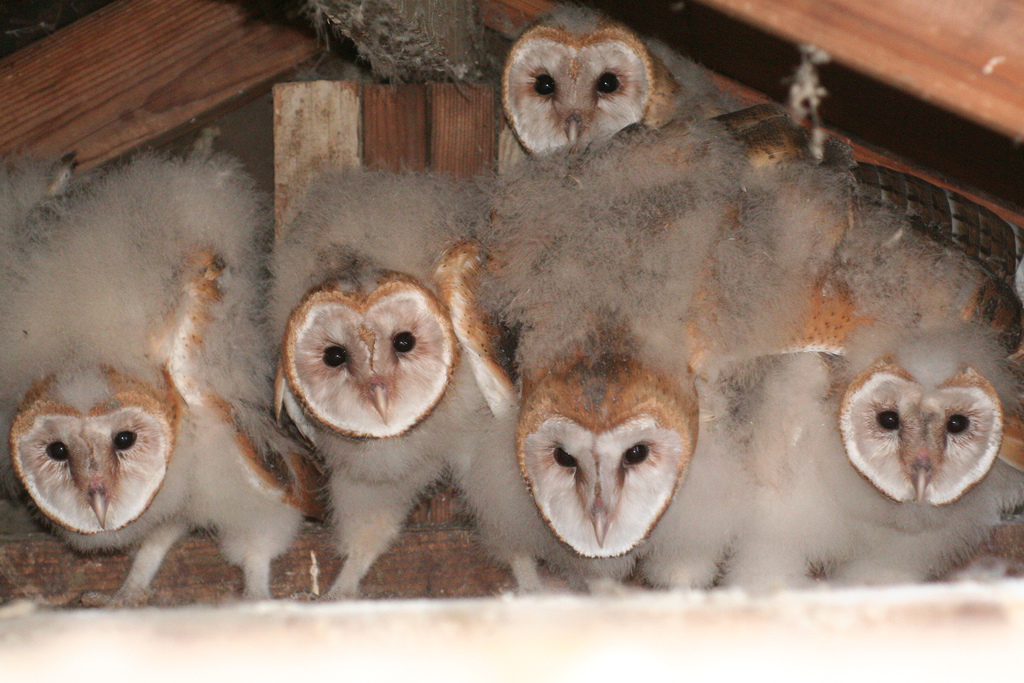
Cría antes de emplumar, comenzando a perder el plumón de los polluelos.

Las plumas se desgastan con el tiempo y todas las aves necesitan reemplazarlas de manera periódica. Las lechuzas comunes dependen especialmente de su capacidad para volar en silencio y maniobrar con eficiencia. En las zonas templadas, las lechuzas pasan por una muda prolongada que dura tres fases a lo largo de un período de dos años. La hembra comienza a mudar mientras incuba los huevos y cuida a los polluelos, un período durante el cual el macho la alimenta, por lo que no necesita volar mucho. La primera pluma primaria que se pierde es la central, la número 6, y ya ha crecido completamente para cuando la hembra reanuda la caza. Las plumas 4, 5, 7 y 8 se pierden en un momento similar al año siguiente, y las plumas 1, 2, 3, 9 y 10 en el tercer año de adultez del ave. Las plumas secundarias y las de la cola se pierden y reemplazan en un período similar, comenzando nuevamente mientras ocurre la incubación. En el caso de la cola, las dos plumas más externas de la cola son las primeras en caer, seguidas por las dos centrales, y el resto de las plumas de la cola se pierden al año siguiente. 
El macho muda un poco más tarde en el año que la hembra, en un momento cuando hay abundancia de alimento, la hembra ha reanudado la caza y las demandas de los polluelos están disminuyendo. Los machos no emparejados, sin responsabilidades familiares, suelen comenzar a perder plumas antes en el año. Su muda sigue un patrón similar al de la hembra, aunque prolongado. El primer signo de que el macho está en proceso de muda suele ser cuando pierde una pluma de la cola en el posadero.  Una consecuencia de la muda es la pérdida de aislamiento térmico. Esto es de poca importancia en los trópicos, y las lechuzas comunes allí suelen mudar un conjunto completo de plumas de vuelo anualmente. La muda en climas cálidos puede ocurrir durante un largo período, pero generalmente se concentra en una época del año fuera de la temporada de cría. 

## Distribución
La familia Tytonidae se encuentra en todos los continentes excepto la Antártida. Habita en un variado rango de entornos, como paisajes abiertos —desiertos, praderas—, bosques, selvas tropicales y entornos antropogénicos —explotaciones agrícolas intensivas, pueblos o ciudades—. El rango de distribución del género Tyto es más amplio, en tanto el género Phodilus se encuentra en zonas más pequeñas y fragmentadas, restringidas a los bosques y pastizales de la India, el sudeste asiático (P. badius), Sri Lanka (P. assimilis) y el Congo (P. prigoginei). Las lechuzas no poseen una alta capacidad de dispersión: rara vez sobrevuelan grandes masas de agua y, al menos en Europa, tienden a atravesar distancias terrestres relativamente cortas.

## Especies
- Tytoninae
  - Tyto alba, lechuza común,[9] lechuza de campanario.[10]
  - Tyto aurantia, lechuza dorada.[9]
  - Tyto capensis, lechuza del Cabo.[9]
  - Tyto glaucops, lechuza cara ceniza,[11] lechuza de La Española.[9]
  - Tyto inexspectata, lechuza de Minahassa.[9]
  - Tyto longimembris, lechuza patilarga.[9]
  - Tyto manusi, lechuza de la Manus.[9]
  - Tyto multipunctata, lechuza moteada.[9]
  - Tyto nigrobrunnea, lechuza de la Taliabu.[9]
  - Tyto novaehollandiae, lechuza australiana.[9]
  - Tyto rosenbergii, lechuza de Célebes.[9]
  - Tyto sororcula, lechuza de las Tanimbar.[9]
  - Tyto soumagnei, lechuza malgache.[9]
  - Tyto tenebricosa lechuza tenebrosa.[9]
- Phodilinae
  - Phodilus badius, lechuza cornuda.[9]
  - Phodilus prigoginei, lechuza del Congo.[9]
  - Phodilus assimilis, lechuza cornuda de Ceilán.[9]

## Especies extintas
- Tyto sanctialbani, Europa Central.
- Tyto robusta, Italia.
  - Tyto (robusta) gigantea, Italia.
- Tyto balearica, costa oeste del mar Mediterráneo.
- Tyto mourerchauvireae, Sicilia.
- Tyto jinniushanensis, Jing Niu Shan, China.
- Tyto sp. 1
- Tyto sp. 2

Melanesia:
- Tyto cf. novaehollandiae, isla Mussau.[12]
- Tyto cf. novaehollandiae, Nueva Irlanda.
- Tyto cf. alba/aurantiaca, Nueva Irlanda.[12]
- ?Tyto letocarti, Nueva Caledonia.

Caribe:
- Tyto cavatica, Puerto Rico, quizás existió hasta 1912; possiblemente una subespecie de T. glaucops
- Tyto noeli, Cuba.
- Tyto riveroi, Cuba; descomunal lechuza, casi del tamaño de un ser humano, incapaz de volar.[13]
- Tyto sp. , Cuba.
- Tyto ostologa, La Española.
- Tyto pollens, isla Andros, Bahamas; podría haber sobrevivido hasta el siglo XVI.
- Tyto sp. , Barbuda y posiblemente Antigua; al menos contaba con 2 subespecies.

Mediterráneo:
- Tyto melitensis, Malta; antes en Strix, posiblemente paleosubespecie de Tyto alba.